# Палмер, Дебби
Дебора Саманта «Дебби» Палмер (англ. Deborah Samantha "Debbie" Palmer; род. 17 ноября 1975 года) — британская шорт-трекистка, 3-хкратная бронзовый призёр чемпионата Европы по шорт-треку. Участница зимних Олимпийских игр 1992 и 1994 года. Десятикратная чемпионка Великобритании (с 1991 по 2000 год).

## Спортивная карьера
Дебби Палмерс родилась в городе Суиндон, Великобритания. Она тренировалась на базе клуба «National Ice Skating Association of U. K. (Limited)» в Ноттингеме. Палмер дебютировала в национальной сборной в марте 1990 года на Кубке Европы, а в 1992 году попала впервые на зимние Олимпийские игры в Альбервиле, которые проходили во Франции, где она участвовала на дистанции 500 м и заняла 23-е место.
Вторыми в его карьере стали зимние Олимпийские игры 1994 года, что проходили в норвежском городе — Лиллехаммере. Палмерс была заявлена для выступления в забеге на 500, 1000 м . Во время забега третей группы I-го раунда квалификационного забега на 500 м с результатом 47.93 она финишировал четвёртой и прекратила дальнейшую борьбу за медали. В общем итоге она заняла 19-е место. Во время забега седьмой группы I-го раунда квалификационного забега на 1000 м с результатом 1:44.72 она финишировал третей и прекратила дальнейшую борьбу за медали. В общем итоге она заняла 21-е место.
Её первая медаль международного уровня была выиграна во время чемпионата Европы в Оберсдорфе 1999 года, где она выиграла бронзовую медаль на дистанции 1500 м. Через год на очередном чемпионате Европы в Бормио завоевала сначала бронзовую медаль в беге на 500 м, а затем команда британских шорт-трекисток эстафете с результатом 4:31.872 заняла 3-е место, уступив первенство соперницам из Италии (4:23.989 — 2-е место) и Болгарии (4:22.540 — 1-е место).
Палмер также играла в хоккей за женскую сборную Великобритании с 1991 по 2001 год, но была вынуждена уйти из хоккея с шайбой из-за выпадения межпозвоночного диска в спине. Она ушла из конькобежного спорта в 2002 году после того, как осталась запасной на зимних Олимпийских играх в Солт-Лейк-Сити. В 2006 году Палмер вернулась в хоккей с шайбой.

## Карьера в медицине
Дебби Палмерс окончила Университет Гринвича в степени бакалавра спортивных наук в 1998 году, после чего в 2003 году получила степень магистра физиологии физических упражнений в Университете Лафборо. Впоследствии до 2007 года работала физиологом в Университете Бата в графстве Сомерсет, а в 2009 году получила степень доктора медицины. С 2009 по 2014 год преподавала курс «эпидемиология болезни и профилактика спортивных травм» в Ноттингемском университете. Она окончила медицинский университет в Эдинбурге и работает в Институте спорта, физкультуры и медицинских наук Школы образования и спорта Морей Хаус при Эдинбургском университете.
Более 12 лет вела исследовательскую работу совместно с различными национальными финансовыми и руководящими учреждениями, такими как Союз футбола регби (RFU), Шотландский союз регби (SRU), Arthritis Research UK, UK Sport, Enduro World Series (EWS) и прочими. Была членом Международной группы по медицинским и научным исследованиям Международного олимпийского комитета, которая работала на Олимпийских играх в Лондоне в 2012, Сочи 2014 и в Рио-2016 года. Почетный член-корреспондент Исследовательского центра артрита в Великобритании, а также почетный ассистент кафедры медицины Университета Ноттингема.